# Андре Байон
Андре Байон (на френски: Andre Baillon) е френскоезичен белгийски писател на произведения в жанра социална драма и исторически роман.

## Биография и творчество
Андре Байон е роден на 27 април 1875 г. в Антверпен, Белгия, в буржоазно семейство. След смъртта на родителите си е отгледан от леля си. Учи в католически училища. Като младеж страда от нервни разстройства, има болезнена зависимост от хазарт, разпилявайки наследството на баща си, и проявява склонност към самоубийство. Тези му проблеми отшумяват донякъде след като среща бившата проститутка Мари Ванденберг, за която се жени през 1902 г.
Той се опитва в различни области на дейност, докато през 20-те години на XX век се установява в Париж с втората си съпруга. Започва да изкарва прехраната си с литературна работа, към която се насочва десет години по-рано. Периодично е хоспитализиран в психиатрични клиники и е един от първите, които разработват темата табу в литературата за психичните заболявания.
Първият му роман „Аз съм отчасти...“ (Moi quelque part... ) е издаден през 1920 г. в Белгия. Вторият му роман „Историята на една Мария“ (Histoire d’une Marie) е издаден през следващата година и е реалистично изследване на темата за проституцията. Той е добре приет от лявата преса.
Творчеството му се характеризира с предекзистенциален мироглед, основан на фламандския мистицизъм и левите му политически убеждения.
Андре Байон се самоубива на 10 април 1932 г. в Сен Жермен ан Ле, Франция.

## Произведения
- Moi quelque part… (1920)[2]
- Histoire d’une Marie (1921)
Историята на една Мария, изд. „ЛИК“ (2002), прев. Недка Капралова
- En sabots (1922) – награда „Ренесанс“
- Zonzon Pépette, fille de Londres (1923)
- Par fil spécial (1924)
- Un homme si simple (1925)
Един така обикновен човек, изд. „ЛИК“ (2003), прев. Недка Капралова
- Le Pot de fleur (1925)
- Chalet 1 (1926)
- Délires (1927) – сборник разкази
Умопомрачения, изд. „Сонм“ (2021), прев. Тодорка Минева – съдържа „Думите“, „Церебрална драма“, „Ева и Кики“ и „Семейна драма“
- Le Perce-oreille du Luxembourg (1928)
Ухолезата от Люксембург, изд. „ЛИК“ (2003), прев. Недка Капралова
- La vie est quotidienne (1929)
- Le Neveu de Mademoiselle Autorité (1930) – автобиографичен
- Roseau (1932)
- Pommes de pin (1933)